# 田原邦男
田原 邦男（たはら くにお、1967年10月27日 - ）は、日本の実業家、株のディーラー・トレーダー、馬主。

## 経歴
慶應義塾大学経済学部を卒業し、1991年にゴールドマン・サックスへ入社し、2002年にマネージング・ディレクター就任。2008年にはリーマン・ブラザーズ証券株式会社へ入社するが、リーマン・ショックにより一時的に無職となる。その後、同年バークレイズ証券株式会社を経て、2015年にゆうちょ銀行市場部門常務執行役員、2019年4月1日から2020年6月16日まで同行執行役副社長を務めた。

## 馬主活動

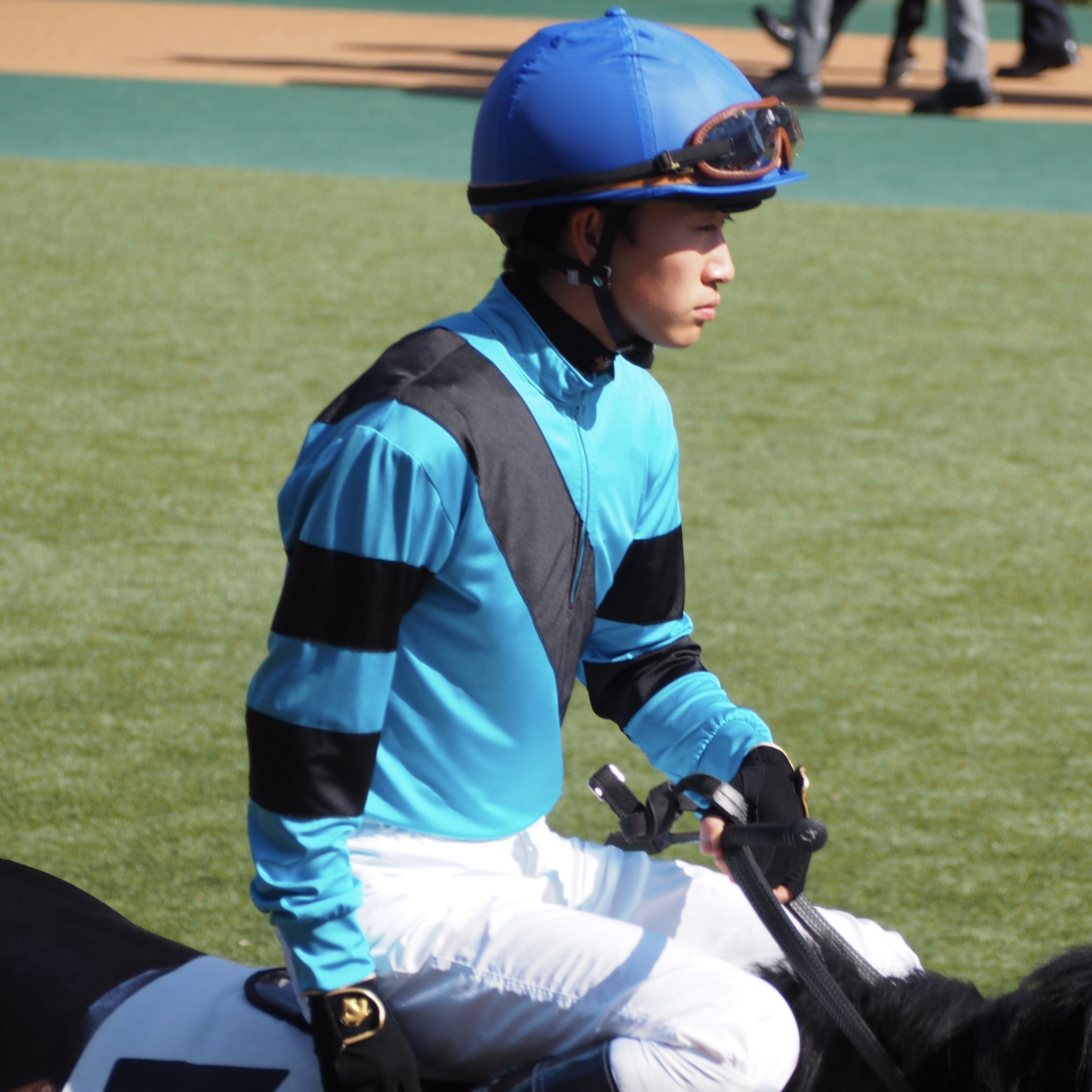
田原の勝負服を着用した菅原明良

日本中央競馬会（JRA）に登録する馬主としても知られる。勝負服の柄は水色、黒襷、袖黒二本輪、冠名は特に用いない。
母の実家が中山競馬場の近くで、小学生の頃に高崎競馬場のあった群馬県高崎市に引っ越したこともあり、幼い頃から競馬に縁があったという。高校時代の国語教師が競馬ファンだったことや、大学生になった頃にオグリキャップを中心としたブームが訪れたことで、自身も競馬に関心を持つ。成人後は馬券を購入するようになったものの、多忙から一10年ほど競馬から離れた。しかし2000年に、ドラマ『やまとなでしこ』で馬主バッジを付けた人物が主人公に好かれていたシーンを見て、馬主となることを志した。そして、初めに一口馬主となり、馬主としても競馬を楽しめることを確認してから個人馬主資格の取得に至った。

### 来歴
- 2002年 - 馬主資格取得[2]。
- 2003年 - アルキバ特別（旭川）をアイオリアが制し、初勝利。
- 2008年 - ブラックエンブレムがフラワーカップを制し、重賞競走初制覇。その後同馬は秋華賞も制し、GI級競走も初制覇[3]。

## 主な所有馬

### GI級競走優勝馬
- ブラックエンブレム（2008年フラワーカップ、秋華賞）

### 重賞競走優勝馬
- オニャンコポン（2022年京成杯）

### その他の所有馬
- ストラスアイラ（2004年芙蓉ステークス）